# بونا سار
بونا سار (بالفرنسية: Bouna Sarr)‏ من مواليد (31 يناير 1992 فرنسا ) هو لاعب كرة قدم فرنسي، يلعب في صفوف نادي بايرن ميونخ الألماني ك‍ظهير أيمن.

## وصلات خارجية
بونا سار على موقع الاتحاد الأوربي (الإنجليزية)
- بونا سار على موقع إي إس بي إن إف سي (الإنجليزية)
- بونا سار على موقع قاعدة بيانات كرة القدم.إي يو (الإنجليزية)
- بونا سار على موقع بيانات كرة القدم. دي إي (الألمانية)
- بونا سار على موقع ليكيب (الفرنسية)
- بونا سار على موقع ناشيونال فوتبول تيمز (الإنجليزية)
- بونا سار على موقع Soccerbase.com (لاعب) (الإنجليزية)
- بونا سار على موقع Soccerway.com (الإنجليزية)
- بونا سار على موقع عالم كرة القدم.نت (الإنجليزية)
- بونا سار على موقع كووورة